# Barbula novo-guinensis
Barbula novo-guinensis là một loài rêu trong họ Pottiaceae. Loài này được Broth. mô tả khoa học đầu tiên năm 1895.